# Jonas Kamprad
Hans Jonas Ingvar Kamprad, född 4 mars 1966 i Agunnaryd, Kronobergs län, är en svensk inredningsarkitekt och finansman.
Jonas Kamprad är mellanson till Ingvar Kamprad och Margaretha Stennert samt bror till Peter och Mathias Kamprad och vidare halvbror till Ingvar Kamprads adoptivdotter Annika Kihlbom i första giftet.
Han växte upp i Danmark och Schweiz och utbildade sig till inredningsarkitekt vid Haute école d'art et de design (ECAL) i Lausanne i Schweiz. Han har arbetat inom Ikea-sfären och har bland annat ritat möbler till Ikea och till Habitat, en möbelkedja som tidigare ingick i Ikano-koncernen. Han arbetar bland annat med sortimentsfrågor åt Inter Ikea Systems och är styrelsledamot i Ingka Holding och ägarstiftelsen Stichting Ingka Foundation.
Jonas Kamprad äger tillsammans med sina bröder Ikano-koncernen. Han har en iranskfödd hustru och två barn och bor i London, där han också äger en restaurang.